# Едуард Штеммерман
Едуард Штеммерман (нім. Eduard Stemmermann; 8 серпня 1886, Раштат — 22 липня 1958, Геппенгайм) — німецький чиновник, оберст (полковник) поліції. Учасник Першої світової війни.

## Нагороди[1]

### Друга світова війна
- Залізний хрест 2-го і 1-го класу
- Лицарський хрест 2-го класу ордена Церінгенського лева з мечами (Велике герцогство Баден)
- Срібний нагрудний знак «За поранення»

### Міжвоєнний період
- Почесний хрест ветерана війни (17 жовтня 1934)
- Угорська пам'ятна медаль для ветеранів війни
- Медаль за участь у Європейській війні (1915—1918) (Третє Болгарське царство)
- Почесний знак «За вірну службу» 2-го ступеня (25 років) (23 липня 1938)